# 파코 알카세르
프란시스코 '파코' 알카세르 가르시아(스페인어: Francisco 'Paco' Alcácer García, 1993년 8월 30일 ~ )는 스페인의 축구 선수로, 현재 에미리트에서 스트라이커로 뛰고 있다.

## 기록

### 대회 기록
FC 바르셀로나 (2016~2018)
- 라리가 : 2017-18
- 코파 델 레이 : 2016-17, 2017-18

보루시아 도르트문트 (2018~2020)
- DFL-슈퍼컵 : 2019

비야레알 CF (2020~2022)
- UEFA 유로파리그 : 2020-21
- UEFA 슈퍼컵 준우승 : 2021

스페인 축구 국가대표팀
- UEFA U-19 챔피언십 : 2011, 2012